# Yi So-yeon
Yi So-yeon, född 2 juni 1978 i Gwangju, är Sydkoreas första rymdfarare. Hon sköts upp den 8 april 2008 med Sojuz TMA-12 till den internationella rymdstationen ISS och återvände till jorden den 19 april med Sojuz TMA-11. Hon blev den första koreanen att vara med på en rymdfärd. När hon återvände från sitt uppdrag ombord på internationella rymdstationen (ISS), fortsatte hon som forskare på International Space University, innan hon gick i pension från byrån för att ta en Master of Business Administration (MBA) vid University of California, Berkeley, Haas School of Business.

## Biografi
Yi So-yeons förädrar var Yi Gil-soo och mamma Jeong Geum-snart. Hon växte upp i Gwangju, Sydkorea.

### Utbildning
Yi studerade vid Gwangju Science High School. Hon tog kandidat- och magisterexamen med inriktning på mekanik vid Korea Advanced Institute of Science and Technology (KAIST) i Daejeon. Hennes doktorsexamen i biotekniska system tilldelades den 29 februari 2008 vid en ceremoni på Korea Advanced Institute of Science and Technology (KAIST), även om hon inte kunde vara närvarande på grund av sina utbildningsåtaganden i Ryssland. 

### Rymdkarriär

#### Det sydkoreanska astronautprogrammet

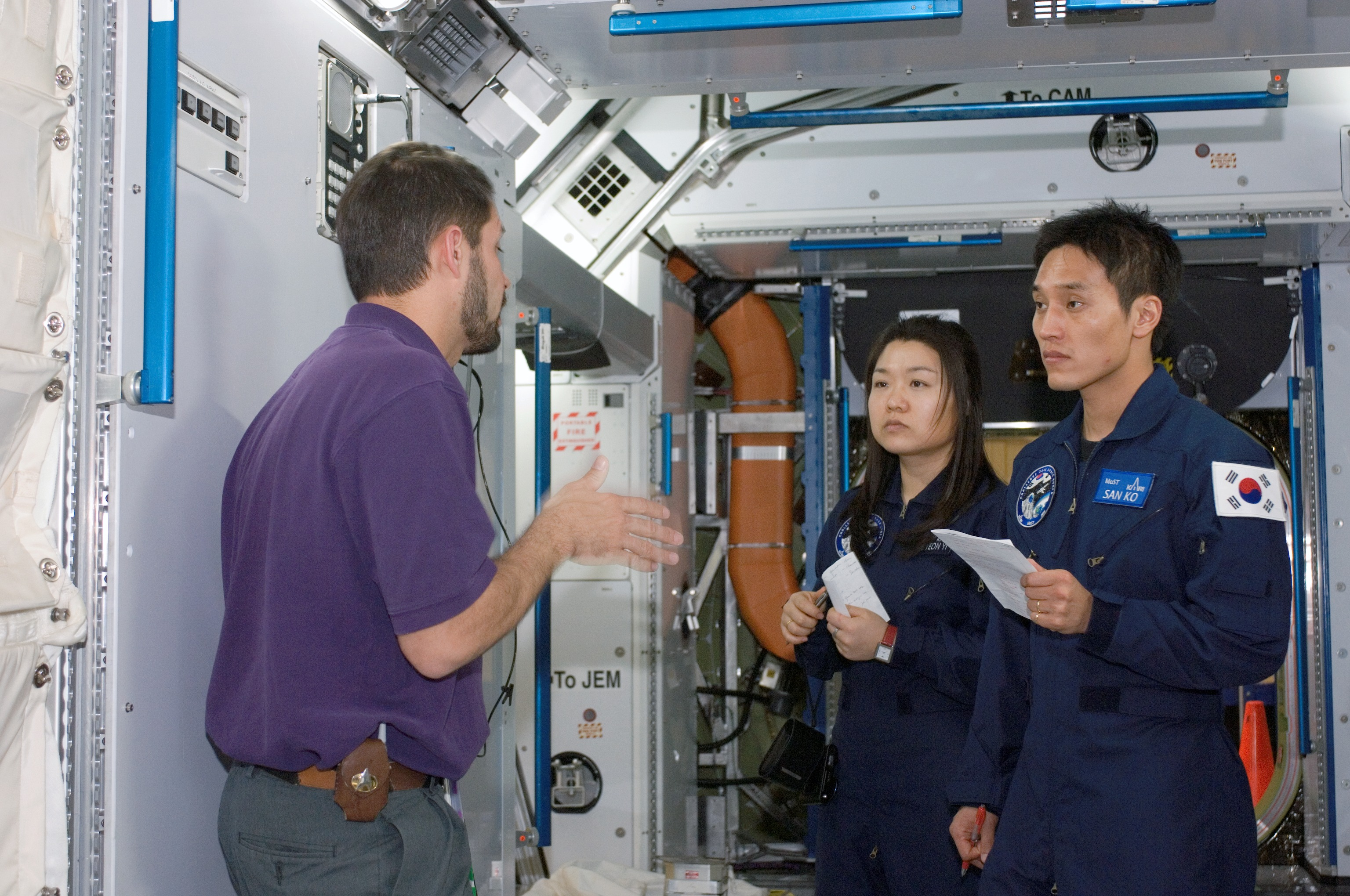
Yi So-yeon och Ko San deltar i en hårdvaruutbildning för rymdstationer i Space Vehicle Mockup Facility vid Lyndon B. Johnson Space Center med instruktör Glenn Johnson.

En förändring gjordes den 7 mars 2008, när Yi valdes ut att träna med den primära besättningen, och den 10 mars bekräftade ministeriet för utbildning, vetenskap och teknik att Yi skulle ersätta Ko. Detta var efter att Ryska rymdflygstyrelsen hade bett om en ersättare, eftersom Ko bröt mot reglerna flera gånger på ett ryskt träningscenter genom att ta bort känsliga dokument och skicka tillbaka ett till Korea. Den 8 april 2008 sköts Yi upp i rymden ombord på Soyuz TMA-12 med två ryska kosmonauter. Sydkorea rapporteras ha betalat Ryssland 20 miljoner dollar för Yis rymdfärd. Hon är den tredje kvinnan, efter Helen Sharman från Storbritannien och Anousheh Ansari, en iransk amerikan, som är den första medborgaren från sitt land i rymden.

#### Terminologi
Yis titel ombord på Soyuz och ISS är rymdfärdsdeltagare (ryska: uchastnik kosmicheskovo poleta), eftersom hon är med som gäst hos den ryska regeringen genom ett kommersiellt avtal med Sydkorea. Som denna titel nämns hon av den ryska federala rymdorganisationen, i Nasas dokument och på presskonferenser.

#### Rymduppdraget
Under sitt uppdrag genomförde Yi So-yeon arton vetenskapliga experiment för KARI och genomförde intervjuer och diskussioner med media. I synnerhet tog hon med sig 1 000 fruktflugor i en speciell luftkonditionerad containerlåda som experiment åt Konkuk University. Hon övervakade hur gravitationsförändringarna och andra miljöförhållanden påverkar flugornas beteende och deras genom. Andra experiment gällde tillväxt av växter i rymden, studiet av beteendet hos hennes hjärta och hur förändringar av gravitationen påverkade trycket i hennes öga och formen på hennes ansikte. 

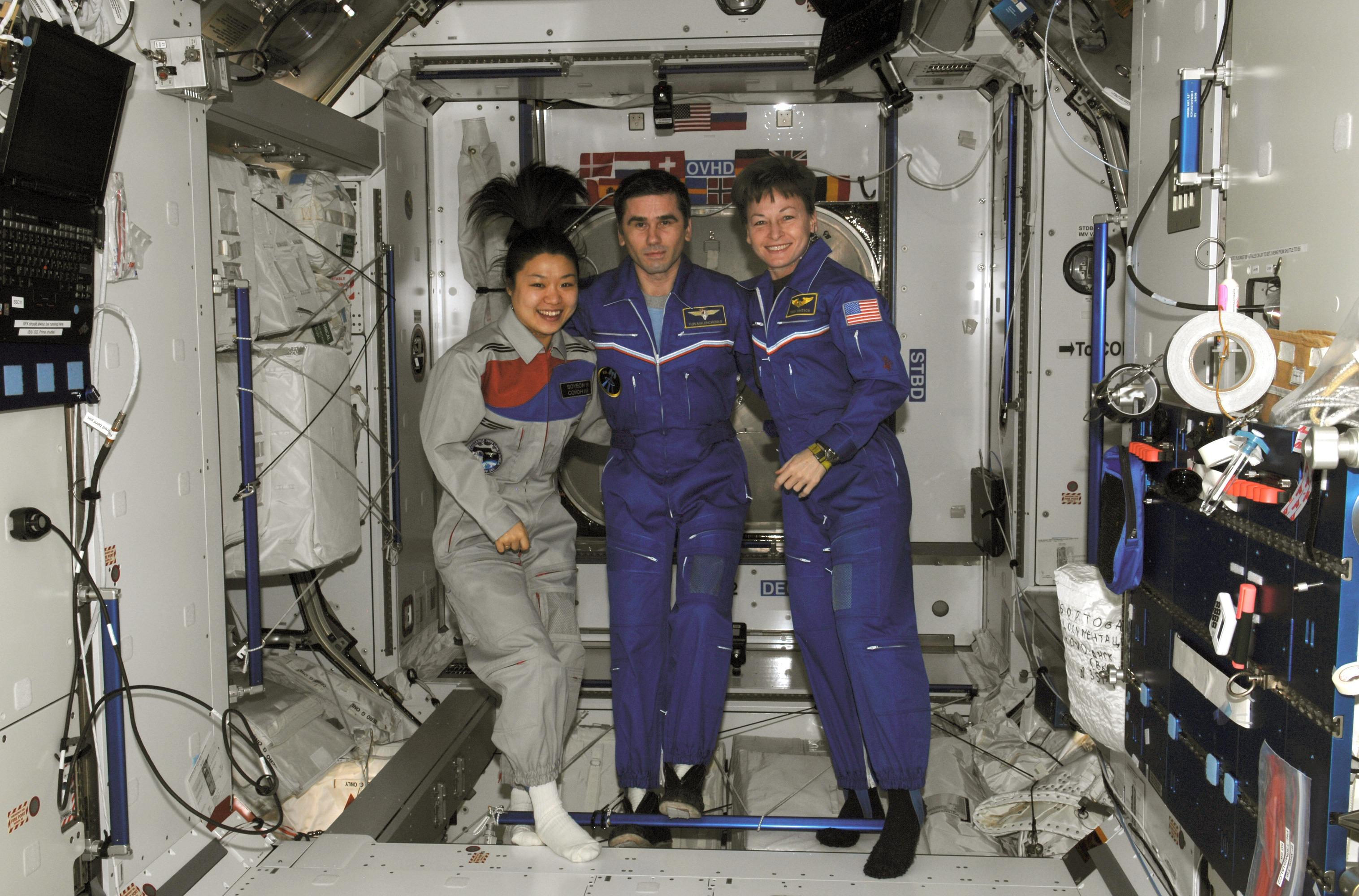
Yi So-yeon med NASA-astronauten Peggy Whitson (höger), befälhavare för Expedition 16, och ryska rymdorganisationens kosmonaut Jurij Malentjenko (mitten), flygingenjör vid den internationella rymdstationen.

#### Återresa
I slutet av uppdraget återvände Yi till jorden tillsammans med ISS-besättningsmedlemmarna Peggy Whitson och Jurij Malentjenko ombord på Soyuz TMA-11, den 19 april 2008. På grund av ett fel med Soyuzfarkosten gjorde den ett ballistiskt återinträde i jordatmosfären, vilket utsätter besättningen för svåra gravitationskrafter upp till 10 gånger den mängd som upplevs på jorden. Som ett resultat av återinträdet landade TMA-11-farkosten som användes i returflygningen 420 km utanför sitt mål i Kazakhstan. Alla tre överlevde, även om de krävde observation av medicinsk personal.
Yi behövde sjukhusvård för svåra ryggsmärtor  när hon återvände till Korea. 

### Efter rymdfärden
År 2009 blev Yi den första astronauten att delta i International Space University (ISU) Space Studies Program (SSP) vid Ames Research Center, som hölls i samband med invigningsklassen för Singularity University (SU) Graduate Studies Program (GSP).

## Avgång
Den 13 augusti 2014 meddelade Korean Aerospace Research Institute att Yi hade avgått av personliga skäl, vilket avslutade det sydkoreanska rymdprogrammet. I intervjun gav hon två skäl till varför hon sade upp sig från programmet: för det första förberedde hon att gifta sig med en koreansk-amerikansk man; för det andra ville hon studera till en Master of Business Administration (MBA).